# Kozjak pri Ceršaku
Kozjak pri Ceršaku – wieś w Słowenii, w gminie Šentilj. W 2018 roku liczyła 141 mieszkańców.